# 트로페오그나투스
트로페오그나투스(Tropeognathus)는 중생대 백악기 전기, 오늘날 남아메리카 대륙에 서식한 익룡이다. 화석은 브라질에서 발견되었다. 전체 몸길이는 최대 6m 날개너비는 8.2~8.7m 무게는 100kg정도로 추정된다. 트로페오그나투스는 다른 익룡에 비해 날개가 커서 날개짓을 하기 보다는 상승 기류를 타고 날아다녔을 것으로 추측된다. 부리에는 오르니토케이루스와 비슷한 볏이 있다. 물고기를 주식으로 하는 육식성 익룡이다.남아메리카에 살았던 익룡들중에선 타나토스드라콘 다음으로 컸다.